# 原宏济大舞台旧址
原宏济大舞台旧址，位于中华人民共和国辽宁省大连市中山区民生街，已列为大连市文物保护单位。

## 历史
原宏济大舞台建于日占时期的1911年。

## 保护
2003年9月29日，原宏济大舞台旧址公布为第五批大连市文物保护单位。